# Opal Koboi
Opal Koboi er en fiktiv karakter i Eoin Colfers serie Artemis Fowl. Karakteren blev introduceret i Artemis Fowl: Det Arktiske Intermezzo (2002) som en antagonist, og Colfer brugte hende igen som den primære antagonist i Artemis Fowl: Opals Hævn, Artemis Fowl: Tidsparadokset og Artemis Fowl: Den Sidste Vogter, og har således givet hendes status som Artemis Fowls ærkefjende.
Koboi er en voldsomt intelligent småalf, der næst efter den geniale Foaly, har bidraget med flest nye opfindelser til Folket, der gør at de er teknologisk overlegne menneskene, der lever over jorden.
I filmatiseringen fra 2020 har Hong Chau lagt stemme til karakteren, der er dubbet henover en stand-in i form af Emily Brockmann, Jessica Rhodes og Charlie Cameron.